# Fredrik Cöster
Fredrik Leonard Cöster, född 9 juni 1834 i Maria Magdalena församling, Stockholm, död 15 april 1892 i Uddevalla församling, Göteborgs och Bohus län, var en svensk fabriksägare och riksdagsman.
Cöster var fabriksidkare i Uddevalla och som politiker ledamot av riksdagens andra kammare, invald i Uddevalla, Strömstads, Marstrands och Kungälvs valkrets.